# 6e Pantserdivisie (Verenigd Koninkrijk)

Insigne van het Britse 6e Pantserdivisie

De Britse 6e Pantserdivisie (Engels: 6th Armoured Division) was een Britse pantserformatie van de British Army.

## Geschiedenis
De 6e Pantserdivisie werd op 12 september 1940 opgericht. De eenheid bestond oorspronkelijk uit Matilda-tanks en Valentine-tanks, later uit Crusader-tanks en tot slot uit M4 Sherman-tanks.
De 6e Pantserdivisie nam deel aan Operatie Toorts, de geallieerde landingen in Noord-Afrika in november 1942. Daarna was de pantserdivisie betrokken bij gevechten in Tunesië, waaronder de Slag om de Kasserinepas.
Na de capitulatie van de Asmogendheden in Noord-Afrika in mei 1943 werd het strijdtoneel van de 6e Pantserdivisie verplaatst naar Italië. Daar was de pantserdivisie betrokken bij de Slag om Monte Cassino. Tijdens de Slag om Monte Cassino maakte de 6e Pantserdivisie deel uit van het 13e Legerkorps. Daarna was de pantserdivisie betrokken bij de doorbraak van de Gotische Linie.  
De 6e Pantserdivisie nam in de lente van 1945 deel aan het Lenteoffensief en bleef tot de Duitse capitulatie in mei 1945 actief in Italië. De divisie werd in mei 1945 gereorganiseerd en toegevoegd aan de British Army of the Rhine. In 1958 werd de 6e Pantserdivisie ontbonden. 

## Bevelhebbers
- 27 september 1940   -	generaal-majoor John Crocker
- 9 januari 1941	     -	brigadier E.D. Fanshawe (tijdelijk)
- 22 februari 1941    -	generaal-majoor John Crocker
- 15 oktober 1941     -	generaal-majoor Herbert Lumsden
- 29 oktober 1941     -	generaal-majoor C.H. Gairdner
- 19 mei 1942	     -	generaal-majoor Charles Keightley
- 19 december 1943    -	generaal-majoor V. Evelegh
- 15 februari 1944    -	generaal-majoor Gerald Templer
- 5 augustus 1944     -	brigadier C.A.M.D. Scott (tijdelijk)
- 13 augustus 1944    -	brigadier F.N. Mitchell (tijdelijk)
- 21 augustus 1944    -	generaal-majoor Horatius Murray
- 27 juli 1945	     -	brigadier A.C. Gore